# Perdita munda
Perdita munda är en biart som beskrevs av Timberlake 1958. Perdita munda ingår i släktet Perdita och familjen grävbin. Inga underarter finns listade i Catalogue of Life.